# Гамасота

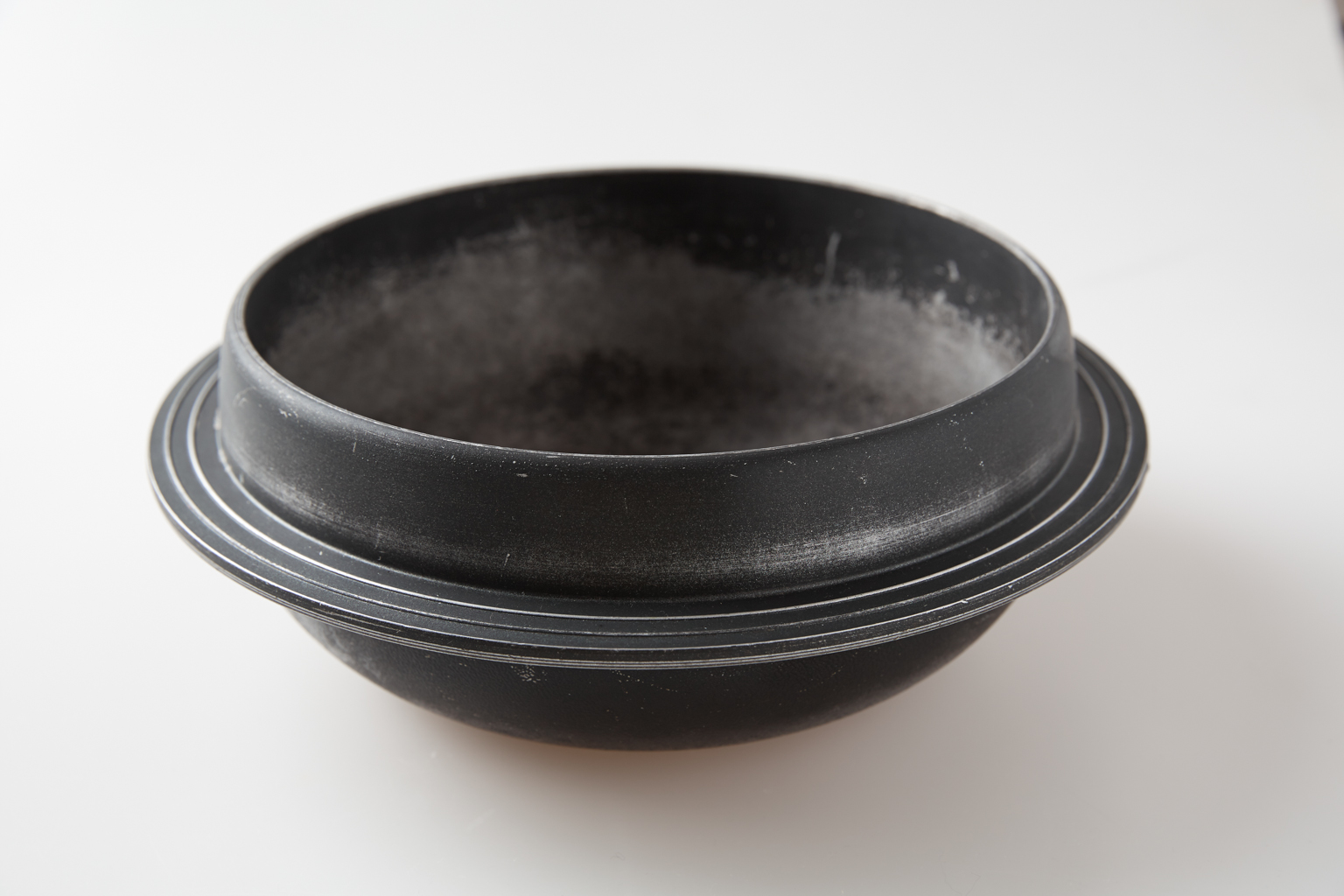
Найпопулярніший вид гамасоти

Гамасота (кор. 가마솥, sot) — це великий казан який зазвичай викорустовується у корейській кухні.

## Історія
Сучасний гамасота походить від стародавнього корейського дін, який виготовлявся з бронзи. Історію соту часто починають з періоду трьох королівств, але це є помилкою, тому-що перші казани були знайдені та відповідали культурі бронзових кінджалів.
Ще давно гамасота був не тільки засобом для приготування їжі, а символом влади, царства та промисловості.

## Структура і форма
Гамасота є заглибленим, щоби прогодувати великі родини Кореї. Загалом гама означає посуд для розпалювання вогню, а сот означає горщик і миску, в яких вариться рис. Гамасот не має ніжок, а дно горщика кругле і зазвичай має невелику виїмку на краю. На корпусі є чотири виступи, які зручно класти поперек плити. Кришка залізна, посередині має зручну ручку.

## Найбільший гамасот
У липні 2005 року Goesan-gun та Chungcheongbuk-do завершили проєкт великого гамасоту з більш ніж 500 мільйонами вон всередині. Величезна гамасота має 17,85 метрів окружності, 2,2 метра висоти, 5,88 метрів в діаметрі і важить 43,5 тонн. Цей сот розташований у Goesan-eup Dongbu Clean Chilli Distribution Center. На кришці каструлі є написи драконів. Goesan-gun подав заявку у редакцію Книги рекордів Гіннеса як найбільший у світі казан, але потім відкликала позов через те, що глиняний посуд Австралії був більшим. Крім того, Goesan gun не використовувала цей надвеликий котел з 2007 року та нехтувала ним.